# Коджа Муса-паша
Коджа Муса-паша (тур. Koca Musa Paşa, осман. خوجه مصطفى پاشا‎; XVII век или XVI век, Боснийский пашалык — 22 января 1647, Эвбея, Османская империя) — турецкий государственный деятель, визирь, бейлербей эялета Египта в 1630—1631 годах, капудан-паша в 1645—1647 годах, бейлербей эялета Буда в 1631—1634, 1637—1638 и 1640—1644 годах, а также бейлербей Силистры в 1644—1645 годах.

## Биография

### Детство
Муса родился в знатной семье босняков в Боснийском эялете на территории современной Боснии на Балканском полуострове. Учился в дворцовой школе Эндерун.

### Правитель Египта
Коджа стал бейлербеем Египетского эялета в 1630 году и правил около года. Период его правления описывался в первичных источниках как жестокий. В первый же день пребывания на должности члена дивана Муса отрубил голову мужчине и отобрал его имущество. В тот же день он распял сына местного шарифа.
Он раздал различные правительственные должности своим друзьям. Столкнувшись с недовольством санджак-беев, Мустафа-паша вернул обвинил в произошедшем агу, конфисковав его резиденцию в качестве наказания. Он также старался нечестными путями получать наследство богатых граждан Египта.

#### Убийство Китас-бея
В марте 1631 года султан Мурад IV приказал Коджа Мусе-паше отправить свои войска на экспедицию против Сефевидской Персии. Муса отдал командование этими войсками эмиру черкесского происхождения Китас-бею. Затем он ввёл налог на землю, чтобы полученными средствами заплатить за верблюдов, использовавшихся при транспортировке войск. Денег оказалось недостаточно, потому экспедиция была отменена. После сообщения об этом Китас-бею, последний начал протестовать.
9 июля 1631 года прошёл Арафат. Это последний день перед Курбан-байрамом, в который эмиры должны навещать своих бейлербеев. Именно во время посещения Китас-бей был зарублен топором одним из наёмников Муса-паши на глазах у других эмиров. 

#### Смещение с поста бейлербея
После убийства эмира, санджак-беи под руководством Касым-бея объявили египетскому гарнизону, что всякий присутствующий на празднике паши будет казнён. После того как Муса-паша никого не дождался, он пошёл молиться к мечети ан-Наср, после чего устроил пир вместе с членами своей семьи, раздав остатки еды беднякам Каира.
Касым-бей и войска отправились к бейлербею. Бей спросил, зачем паша убил эмира в праздничный день и приказал выдать убийц. Муса отказался, что вызвало недовольство среди солдат, однако они ушли, не предприняв активных действий.
Убив четырёх доверенных людей Коджи, военные вновь собрались через два дня с тем же требованием. Муса-паша вновь отказался, ответив, что ответственность лежит полностью на нём. Он попросил выбрать каймакама вместо него. Посовещавшись, военные выбрали пожилого министра финансов, Хасана-бея. После переизбрания, Коджа немедленно написал об этом событии султану. Султан согласился с решением войск и отправил в качестве нового правителя Халиль-пашу.
Хасан-бей и эмиры потребовали от Мусы-паши крупную сумму денег в качестве возмещения того, что он был должен казне. Для оплаты он продал большую часть своего скота и недвижимого имущества. 

### Критская война и смерть
Всего через два года после своего назначения на должность Капудан-паши (адмирала флота) Османского флота, Муса-паша погиб в сражении с венецианским флотом недалеко от греческого острова Эвбея в 1645 году во время Критской войны. Его тело было привезено в район Ускюдар Стамбула и похоронено там.